# أنثراسين المغنيسيوم
أنثراسين المغنيسيوم هو مركب عضوي فلزي للمغنيسيوم، والذي غالباً ما يوجد على شكل معقد مضاف إلى ثلاث ربيطات من رباعي هيدرو الفوران.

## التحضير
يحضر المركب من تفاعل فلز المغنيسيوم مع محلول الأنثراسين في رباعي هيدرو الفوران (THF).

## الخواص
عند عزل المركب فإنه يوجد على شكل صلب برتقالي، وهو حساس للرطوبة والهواء. 
وفق دراسة البلورات بالأشعة السينية فإن مركز المغنيسيوم هو خماسي التناسق، وهو يرتبط بثلاث ذرات أكسجين وذرتي كربون؛ وتبلغ قيمة زاوية بين مجموعتي البنزين مقدار 72.6°.

## الاستخدمات
لا توجد تطبيقات عملية للمركب، إنما يقتصر استخدمه في مجال الأبحاث العلمية.